# (34581) 2000 SC348
2000 أس سي 348 (ويعرف أيضًا باسم (34581) 2000 أس سي 348 وفق تسمية الكوكب الصغير) (بالإنجليزية: 2000 SC348)‏ هو كويكب ضمن حزام الكويكبات؛ وترتيبه 34581 من حيث الاكتشاف.
اكتُشف هذا الجُرم الفلكي بواسطة بحث لنكولن عن الكويكبات القريبة من الأرض في 20 سبتمبر 2000.

## وصلات خارجية
- (34581) 2000 SC348 في قاعدة بيانات مختبر الدفع النفاث لأجرام النظام الشمسي الصغيرة

- الاكتشاف · مخطط المدار ·  العناصر المدارية · المعلمات المادية

- (34581) 2000 SC348 على موقع ويكي سكاي: DSS2, SDSS, GALEX, IRAS, Hydrogen α, X-Ray, Astrophoto, Sky Map, Articles and images